# Ancylocirrus ornatus
Ancylocirrus ornatus är en plattmaskart som beskrevs av Eugene N. Kozloff 2000. Ancylocirrus ornatus ingår i släktet Ancylocirrus och familjen Isodiametridae. Inga underarter finns listade i Catalogue of Life.